# Poort van Dendermonde
De Poort van Dendermonde is een gevangenis in Dendermonde die in 2022 werd gebouwd ter vervanging van de verouderde gevangenis in de St.-Jacobstraat in Dendermonde. Ze bevindt zich ten westen van de Boonwijk en het natuurgebied Oud Kloosterbos, op 400 meter van de Dender, en grenzend aan de Spoorlijn 53.

## Achtergrond
De oude gevangenis van Dendermonde uit 1863 was aan vervanging toe. In november 2016 keurde de Belgische federale Ministerraad het masterplan "Gevangenissen en internering" goed met een langetermijnbeleid voor de bouw van nieuwe gevangenissen, waaronder die in Dendermonde. De bouw duurde van september 2020 tot oktober 2022.

### Verhuizing
Enkel mannelijke gevangenen worden vanaf het voorjaar van 2023 verhuisd vanuit de oude gevangenis. Door overbevolking blijft die laatste tot 2028 gedeeltelijk in gebruik om 100 gevangenen vast te houden.
Op 11 maart 2023 zijn 280 gedetineerden van de oude naar de nieuwe gevangenis verhuisd. Celwagens reden in totaal 34 keer heen-en-weer onder strikte politiebegeleiding om de gedetineerden over te brengen naar het nieuwe gevangenisgebouw.

## Ontwerp
De gevangenis is een compact stervormig gebouw van 41.000 vierkante meter groot. Bij de bouw werden prefab-betonelementen gebruikt waar de leidingen al in verwerkt waren. Het complex dat plaats biedt voor 444 gevangenen (in theorie, in praktijk opgeschaald desondanks vakbondsakkoorden), bestaat uit vier grote delen:
- Administratieve vleugel
- Het inkomgebouw heeft een zittingszaal waar onder anderen de strafuitvoeringsrechtbank en de raadkamer kunnen zetelen.
- De celafdeling bestaat uit drie verdiepingen met elk een capaciteit van 108 bedden, waarvan 12 dienen voor beperkte detentie. Enkele cellen zijn aangepast voor mindervaliden.
- Gedeelte met keukens en werkateliers voor de gevangenen.

Binnen de veiligheidsmuren zijn twee groene wandelpaden en vier tuinen aanwezig. Het hele complex is toegankelijk voor mindervaliden waaronder ribbeltegels voor slechtzienden in het bezoekersgebouw.